# 貧腿蟲屬
缺盔貧腿蟲（學名：Paucipodia inermis）是貧腿蟲屬（學名：Paucipodia）的一個在分類上具有爭議的葉足動物，是位於帽天山頁岩發現的。是一種身體柔軟、類似毛毛蟲的動物、雙側對稱細環狀的動物，它是由六對無關節的圓柱形腿支撐身體，每條腿的末端都有兩個爪子。由細長的頭部與軀幹的輪廓較不明顯，背部和軀幹缺乏骨片，顯示腿是成對的。貧腿蟲被歸類在貧腿蟲類群（Paucipodiids）這種軟體動物的所有標本的邊緣幾乎都是光滑而清晰的。 僅在較高放大倍率下才會出現輕微的波浪狀外觀，主體細長並向兩端逐漸變細。 這種動物是迄今為止已知的最大的寒武紀異蟲綱動物之一，長 10.69公分至12公分，寬0.43公分。

## 命名
源自拉丁語paucus 少、缺乏的意思和希臘語πούς（podos）是腳的意思。詞源。 源自拉丁文inermis，無盔甲，指的是缺乏支撐刺的板（spine-bearing plates）。

## 身體
第一對腿之前的整個身體部分在稱作構成頭部。 頭部的長度是寬度的2~3倍，前面稍微變細，前緣呈圓形。在頭部的前緣有一個小的、圓形的、微紅色的結構，與消化道相連， 此結構推測位於嘴巴開口的位置附近。 頭部比尾部窄得多，頭部和尾部末端逐漸變細。 怪誕蟲標本中也存在類似的結構，其位置不太相同。在化石中有發現到一些類似消化器官的痕跡，例如：腸子。身體兩端延伸超越葉足。 
身體細長，長124毫米（12.4公分），寬度幾乎為2.2毫米。 它可以分為“段”（segments），以腿連接身體與另一個腿之間連接身體的兩個點作為一節。每段的長度近乎相等，第一段RI和R2附著之間為3.0毫米，R2到R3後向增加毫米，然後R3到R4為3.3毫米，向R4至R5後減小毫米。 

## 分類
貧腿蟲證明了寒武紀葉足類多樣化、單系群的進一步成員。 隨後的研究為該組添加了新的分類群，並證明了整個群體中重要結構的同源性，葉足類動物在早寒武世就已經高度進化，形態也很比較先進。骨片構成了這些葉足動物的獨特且明顯同源的特徵。 然而，該組的幾種動物缺乏骨片，即埃謝櫛蠶屬和貧腿蟲。 這兩種動物中沒有板的情況與其他形式不平行獨特的共同特徵，而Ramsköld認為這些骨片的存在和不存在之間的差異可能不具有重大的生物學意義，與Budd對埃謝櫛蠶屬等非骨片形式的觀點形成鮮明對比。貧腿蟲與其他已知的寒武紀異蟲綱的不同之處在於，它們缺乏骨片和葉足動物有差異，並且具有異常的一個環和少量的葉足。 除了埃謝櫛蠶和貧腿蟲之外，寒武紀異蟲綱在軀幹上擁有成對的骨片。